# 네모토 겐타
네모토 겐타(일본어: 根本 健太, 2002년 12월 13일~)는 일본의 축구 선수이다.

## 구단 경력
2025년 J1리그의 우라와 레즈에 입단하였다.

## 국가대표팀 경력
그는 2022년 아시안 게임에 참가할 일본 U-23 국가대표팀에 발탁되었으며, 준우승에 기여했다.